# 广西日报
《广西日报》是中共广西壮族自治区委员会机关报，于1949年12月3日创刊，广西日报传媒集团旗下报刊。

## 历史
1949年12月3日在桂林创刊，《广西日报》是周一至周五每日出版对开12版，周六、周日出版对开8版，是广西一大型综合性日报。广西日报社除主办《广西日报》外，旗下还拥有《南国早报》、《当代生活报》、《画报》、《今日广西》、《法制与经济》。
2018年，报纸入选2017年全国百强报纸推荐名单。